# Mauro D'Alay
Mauro D'Alay (o D'Alai, Allais, Allaglio), llamado también Maurino o Il Maurini (Parma, c. 1687 – Parma, 11 de febrero de 1757) fue un violinista y compositor italiano del periodo barroco. Poco se sabe de su biografía, aunque se le documenta activo en Inglaterra, donde destacó en su faceta de violinista y editó algunas de sus obras, viajando a España donde fue principal figura de la Capilla Real de Felipe V,  al menos entre 1725 y 1728, y en la  Basilica di Santa Maria della Steccata de su ciudad natal desde 1729 a 1739. Publicó XII concerti a violino principale, violino primo e secondo, alto viola, violoncello e cimbalo, Op. 1 (Amsterdam, Michel-Charles Le Cène, 1725) y Cantate a voce sola e suonate a violino solo col basso (Londres, s.e., 1728).